# 天主教圣费尔南多总教区
天主教聖費爾南多總教區（拉丁語：Archidioecesis Sancti Ferdinandi），是羅馬天主教會以菲律賓呂宋島西部城市聖費爾南多為中心的一個總主教區，轄區包括邦板牙省。下轄三個教區。
教區總主教為帕恰諾‧阿尼塞托。2004年有教友2,800,000名，佔轄區總人口達77.6%。由162名司鐸名管理93個堂區。
1948年12月11日自馬尼拉總教區升成為教區。1975年3月17日升為總教區。